# Сан Мигел Ахуско (Тлалпан)
Сан Мигел Ахуско (шп. San Miguel Ajusco) насеље је у Мексику у савезној држави Мексико Сити у општини Тлалпан. Насеље се налази на надморској висини од 2934 м.

## Становништво
Према подацима из 2010. године у насељу је живело 29781 становника.

### Хронологија
| Година       | 2000                | 2005                  | 2010                  |
| ------------ | ------------------- | --------------------- | --------------------- |
| Становништво | 19301 (9565 / 9736) | 25649 (12635 / 13014) | 29781 (14657 / 15124) |

### Попис
| \| \| м \| \| \| ж \| \| 0—2 \| 863 \| \| \| 815 \| \| 3—5 \| 904 \| \| \| 876 \| \| 6—11 \| 1.802 \| \| \| 1.657 \| \| 12—14 \| 873 \| \| \| 842 \| \| 15—17 \| 882 \| \| \| 896 \| \| 18—24 \| 1.996 \| \| \| 2.041 \| \| 60+ \| 835 \| \| \| 1.037 \| \| Просек : \| 28,0 \| \| \| 29,2 \| |       |  |  |       |
| |       |  |  |       |
| | м     |  |  | ж     |
| 0—2 | 863   |  |  | 815   |
| 3—5 | 904   |  |  | 876   |
| 6—11 | 1.802 |  |  | 1.657 |
| 12—14 | 873   |  |  | 842   |
| 15—17 | 882   |  |  | 896   |
| 18—24 | 1.996 |  |  | 2.041 |
| 60+ | 835   |  |  | 1.037 |
| Просек : | 28,0  |  |  | 29,2  |

| #   | Индикатор                                                                                        | Вредност |
| --- | ------------------------------------------------------------------------------------------------ | -------- |
| 1   | Становништво од 0 до 2 године                                                                    | 1678     |
| 2   | Мушко становништво од 0 до 2 године                                                              | 863      |
| 3   | Женско становништво од 0 до 2 године                                                             | 815      |
| 4   | Становништво са 3 и више година                                                                  | 27812    |
| 5   | Мушко становништво са 3 и више година                                                            | 13648    |
| 6   | Женско становништво са 3 и више година                                                           | 14164    |
| 7   | Становништво са 5 и више година                                                                  | 26602    |
| 8   | Мушко становништво са 5 и више година                                                            | 13039    |
| 9   | Женско становништво са 5 и више година                                                           | 13563    |
| 10  | Становништво са 12 и више година                                                                 | 22573    |
| 11  | Мушко становништво са 12 и више година                                                           | 10942    |
| 12  | Женско становништво са 12 и више година                                                          | 11631    |
| 13  | Становништво са 15 и више година                                                                 | 20858    |
| 14  | Мушко становништво са 15 и више година                                                           | 10069    |
| 15  | Женско становништво са 15 и више година                                                          | 10789    |
| 16  | Становништво са 18 и више година                                                                 | 19080    |
| 17  | Мушко становништво са 18 и више година                                                           | 9187     |
| 18  | Женско становништво са 18 и више година                                                          | 9893     |
| 19  | Становништво од 3 до 5 година                                                                    | 1780     |
| 20  | Мушко становништво од 3 до 5 година                                                              | 904      |
| 21  | Женско становништво од 3 до 5 година                                                             | 876      |
| 22  | Становништво од 6 до 11 година                                                                   | 3459     |
| 23  | Мушко становништво од 6 до 11 година                                                             | 1802     |
| 24  | Женско становништво од 6 до 11 година                                                            | 1657     |
| 25  | Становништво од 8 до 14 година                                                                   | 4046     |
| 26  | Мушко становништво од 8 до 14 година                                                             | 2115     |
| 27  | Женско становништво од 8 до 14 година                                                            | 1931     |
| 28  | Становништво од 12 до 14 година                                                                  | 1715     |
| 29  | Мушко становништво од 12 до 14 година                                                            | 873      |
| 30  | Женско становништво од 12 до 14 година                                                           | 842      |
| 31  | Становништво од 15 до 17 година                                                                  | 1778     |
| 32  | Мушко становништво од 15 до 17 година                                                            | 882      |
| 33  | Женско становништво од 15 до 17 година                                                           | 896      |
| 34  | Становништво од 18 до 24 године                                                                  | 4037     |
| 35  | Мушко становништво од 18 до 24 године                                                            | 1996     |
| 36  | Женско становништво од 18 до 24 године                                                           | 2041     |
| 37  | Женско становништво од 15 до 49 година                                                           | 8546     |
| 38  | Становништво са 60 и више година                                                                 | 1872     |
| 39  | Мушко становништво са 60 и више година                                                           | 835      |
| 40  | Женско становништво са 60 и више година                                                          | 1037     |
| 41  | Однос између мушкараца и жена                                                                    | 96.91    |
| 42  | Становништво од нуле до 14 година                                                                | 8632     |
| 43  | Становништво од 15 до 64 године                                                                  | 19658    |
| 44  | Становништво од 65 година и више                                                                 | 1200     |
| 45  | Просечан број деце                                                                               | 2.03     |
| 46  | Становништво рођено у ентитету                                                                   | 23631    |
| 47  | Мушко становништво рођено у ентитету                                                             | 11793    |
| 48  | Женско становништво рођено у ентитету                                                            | 11838    |
| 49  | Становништво рођено у другом ентитету                                                            | 5680     |
| 50  | Мушко становништво рођено у другом ентитету                                                      | 2620     |
| 51  | Женско становништво рођено у другом ентитету                                                     | 3060     |
| 52  | Становништво од 5 година и више резидентно у ентитету у јуну 2005. године                        | 25991    |
| 53  | Мушко становништво старосног доба од 5 година и више, резидентно у ентитету у јуну 2005. године  | 12748    |
| 54  | Женско становништво старосног доба од 5 и више година, резидентно у ентитету у јуну 2005. године | 13243    |
| 55  | Становништво од 5 година и више које је живело у другом ентитету у јуну 2005. године             | 430      |
| 56  | Мушко становништво старије од 5 година које је живело у другом ентитету у јуну 2005. године      | 204      |
| 57  | Женско становништво старије од 5 година које је живело у другом ентитету у јуну 2005. године     | 226      |
| 58  | Становништво од 3 године и више које говори аутохтони језик                                      | 725      |
| 59  | Мушко становништво старо 3 године и више које говори аутохтони језик                             | 354      |
| 60  | Женско становништво старо 3 године и више које говори аутохтони језик                            | 371      |
| 61  | Становништво од 3 године и више које говори аутохтони језик и не говори шпански језик            | 5        |
| 62  | Мушко становништво старо 3 године и више које говори аутохтони језик и не говори шпански         | 1        |
| 63  | Женско становништво старо 3 године и више које говори аутохтони језик и не говори шпански језик  | 4        |
| 64  | Становништво старо 3 године и више које говори аутохтони језик и шпански                         | 613      |
| 65  | Мушко становништво старо 3 године и више које говори аутохтони језик и шпански                   | 302      |
| 66  | Женско становништво старо 3 године и више које говори аутохтони језик и шпански                  | 311      |
| 67  | Становништво од 5 година и више које говори аутохтони језик                                      | 720      |
| 68  | Становништво од 5 година и више које говори аутохтони језик и не говори шпански језик            | 5        |
| 69  | Становништво од 5 година и више које говори аутохтони језик и говори шпански језик               | 608      |
| 70  | Становништво у домородачким домаћинствима                                                        | 1864     |
| 71  | Становништво са ограничењима у активностима                                                      | 1032     |
| 72  | Становништво са ограниченим ходањем или кретањем, горе или доле                                  | 600      |
| 73  | Становници са ограничењима вида, чак и уз кориштење сочива                                       | 245      |
| 74  | Становништво са ограничењима говора, комуникације или конверзације                               | 93       |
| 75  | Становништво са ограниченим слухом                                                               | 101      |
| 76  | Становништво са ограничењима при одевању, купању или јелу                                        | 58       |
| 77  | Становништво са ограничењима у опажању или учењу једноставних ствари                             | 51       |
| 78  | Становништво са менталним ограничењима                                                           | 104      |
| 79  | Становништво без ограничења активности                                                           | 28368    |
| 80  | Становништво од 3 до 5 година које не похађа школу                                               | 809      |
| 81  | Мушко становништво од 3 до 5 година које не похађа школу                                         | 385      |
| 82  | Женско становништво од 3 до 5 година које не похађа школу                                        | 424      |
| 83  | Становништво од 6 до 11 година које не похађа школу                                              | 105      |
| 84  | Мушко становништво од 6 до 11 година које не похађа школу                                        | 46       |
| 85  | Женско становништво од 6 до 11 година које не похађа школу                                       | 59       |
| 86  | Становништво од 12 до 14 година које не похађа школу                                             | 106      |
| 87  | Мушко становништво од 12 до 14 година које не похађа школу                                       | 61       |
| 88  | Женско становништво од 12 до 14 година које не похађа школу                                      | 45       |
| 89  | Становништво од 15 до 17 година похађа школу                                                     | 1193     |
| 90  | Мушко становништво од 15 до 17 година похађа школу                                               | 558      |
| 91  | Женско становништво између 15 и 17 година живота у школи                                         | 635      |
| 92  | Становништво од 18 до 24 године похађа школу                                                     | 1093     |
| 93  | Мушко становништво од 18 до 24 године похађа школу                                               | 530      |
| 94  | Женско становништво од 18 до 24 године похађа школу                                              | 563      |
| 95  | Становништво од 8 до 14 година које не може да чита и пише                                       | 81       |
| 96  | Мушко становништво старосног доба од 8 до 14 година које не може да чита и пише                  | 44       |
| 97  | Женско становништво старосног доби од 8 до 14 година које не може да чита и пише                 | 37       |
| 98  | Становништво од 15 година и више које је неписмено                                               | 750      |
| 99  | Мушко становништво од 15 година и више које је неписмено                                         | 254      |
| 100 | Женско становништво од 15 година и више које је неписмено                                        | 496      |
| 101 | Становништво старо 15 и више година без школовања                                                | 996      |
| 102 | Мушко становништво старо 15 и више година без школовања                                          | 375      |
| 103 | Женско становништво старо 15 и више година без школовања                                         | 621      |
| 104 | Становништво старосног доба 15 и више година са непотпуним основним образовањем                  | 1897     |
| 105 | Мушко становништво старосног доба од 15 година и више са непотпуном основним образовањем         | 848      |
| 106 | Женско становништво старосног доба 15 и више година са непотпуном основним образовањем           | 1049     |
| 107 | Становништво старо 15 и више година са комплетним основним образовањем                           | 3511     |
| 108 | Мушко становништво старо 15 година и више са комплетним основним образовањем                     | 1708     |
| 109 | Женско становништво старо 15 и више година са комплетним основним образовањем                    | 1803     |
| 110 | Становништво старосног доба 15 и више година са непотпуним средњим образовањем                   | 1481     |
| 111 | Мушко становништво старосног доба од 15 година и више са непотпуним средњим образовањем          | 830      |
| 112 | Женско становништво старосног доба од 15 година и више са непотпуним средњим образовањем         | 651      |
| 113 | Становништво старо 15 и више година са пуним секундарном образовањем                             | 5643     |
| 114 | Мушко становништво старосног доба од 15 година и више са пуним секундарном образовањем           | 2788     |
| 115 | Женско становништво старосног доба од 15 година и више са пуним секундарном образовањем          | 2855     |
| 116 | Становништво старије од 18 година са постосновним образовањем                                    | 6679     |
| 117 | Мушко становништво старије од 18 година са постосновним образовањем                              | 3267     |
| 118 | Женско становништво старије од 18 година са постосновним образовањем                             | 3412     |
| 119 | Просечна оцена школовања                                                                         | 8.87     |
| 120 | Просечан ниво образовања мушке популације                                                        | 9.01     |
| 121 | Просечан ниво образовања женског становништва                                                    | 8.74     |
| 122 | Економски активно становништво                                                                   | 12812    |
| 123 | Економски активна мушка популација                                                               | 8253     |
| 124 | Економски активна женска популација                                                              | 4559     |
| 125 | Становништво које није економски активно                                                         | 9679     |
| 126 | Мушко становништво које није економски активно                                                   | 2643     |
| 127 | Женско становништво које није економски активно                                                  | 7036     |
| 128 | Запослено становништво                                                                           | 12213    |
| 129 | Запослено мушко становништво                                                                     | 7807     |
| 130 | Запослено женско становништво                                                                    | 4406     |
| 131 | Незапослена популација                                                                           | 599      |
| 132 | Незапослена мушка популација                                                                     | 446      |
| 133 | Незапослена женска популација                                                                    | 153      |
| 134 | Становништво без права на здравствене услуге                                                     | 14601    |
| 135 | Становништво које има право на здравствене услуге                                                | 14805    |
| 136 | Становништво које има право на ИМСС                                                              | 5238     |
| 137 | Становништво које има право на социјално осигурање                                               | 3018     |
| 138 | Становништво које има право на државно социјално осигурање                                       | 17       |
| 139 | Становништво које има право на опште осигурање или здравствено осигурање за нову генерацију      | 4359     |
| 140 | Становништво које је било једном или није било у браку током 12 година и више                    | 7592     |
| 141 | Венчано или уједињено становништво од 12 година и више                                           | 12877    |
| 142 | Становништво које је било у браку или уједињено 12 година и више                                 | 2061     |
| 143 | Становништво са католичком религијом                                                             | 25529    |
| 144 | Протестанти, еванђелисти и библијски следбеници различити од еванђелиста                         | 2093     |
| 145 | Становништво са другим религијама различитим од претходних                                       | 62       |
| 146 | Становништво без религије                                                                        | 1471     |
| 147 | Укупно пописаних домаћинства                                                                     | 7188     |
| 148 | Пописна домаћинства на челу са мушкарцима                                                        | 5655     |
| 149 | Пописна домаћинства на челу са женама                                                            | 1533     |
| 150 | Становништво у пописним домаћинствима                                                            | 29481    |
| 151 | Становништво у пописним домаћинствима на челу са мушкарцима                                      | 23966    |
| 152 | Становништво у пописним домаћинствима на челу са женама                                          | 5515     |
| 153 | Укупно домаћинстава                                                                              | 8853     |
| 154 | Укупно насељених домаћинстава                                                                    | 7284     |
| 155 | Укупно приватних кућа                                                                            | 8757     |
| 156 | Насељени приватни домови                                                                         | 7188     |
| 157 | Укупно насељених приватних кућа                                                                  | 7283     |
| 158 | Ненасељене приватне куће                                                                         | 797      |
| 159 | Појединачна домаћинства за привремену употребу                                                   | 772      |
| 160 | Становници у насељеним приватним кућама                                                          | 29481    |
| 161 | Насељеност станара у приватним становима                                                         | 4.1      |
| 162 | Просечно становника по соби у приватним насељеним домаћинствима                                  | 1.16     |
| 163 | Појединачна домаћинства са подовима од различитих материјала од земље                            | 6907     |
| 164 | Појединачна домаћинства у приземљу                                                               | 259      |
| 165 | Појединачна домаћинства са једном спаваћом собом                                                 | 2956     |
| 166 | Појединачна домаћинства са две спаваће собе и више                                               | 4210     |
| 167 | Појединачна домаћинства са једним собом                                                          | 904      |
| 168 | Појединачна домаћинства са две собе                                                              | 1408     |
| 169 | Појединачна домаћинства са 3 собе и више                                                         | 4843     |
| 170 | Појединачна домаћинства која имају електрично светло                                             | 7085     |
| 171 | Појединачна домаћинства која немају електрично светло                                            | 82       |
| 172 | Појединачна домаћинства која имају водоводну воду у стамбеном простору                           | 3401     |
| 173 | Појединачна домаћинства која немају водоводну воду у стамбеном простору                          | 3750     |
| 174 | Појединачна домаћинства која имају тоалет                                                        | 7105     |
| 175 | Појединачна домаћинства која имају канализацију                                                  | 7005     |
| 176 | Појединачна домаћинства која немају канализацију                                                 | 155      |
| 177 | Појединачна домаћинства која имају електрично светло, довод воде из јавне мреже и канализацију   | 3375     |
| 178 | Појединачна домаћинства без икаквих услова                                                       | 59       |
| 179 | Појединачна домаћинства која имају радио                                                         | 6436     |
| 180 | Појединачна домаћинства која имају телевизор                                                     | 6857     |
| 181 | Појединачна домаћинства која имају фрижидер                                                      | 5231     |
| 182 | Појединачна домаћинства која имају машину за веш                                                 | 4527     |
| 183 | Појединачна домаћинства која имају аутомобил или комби                                           | 2948     |
| 184 | Појединачна домаћинства која имају рачунар                                                       | 1986     |
| 185 | Појединачна домаћинства која имају фиксну телефонску линију                                      | 3766     |
| 186 | Појединачна домаћинства која имају мобилни телефон                                               | 5162     |
| 187 | Појединачна домаћинства која имају приступ интернету                                             | 1423     |
| 188 | Величина локације                                                                                | 8        |